# Hipólito Pozo
Hipólito Elías Pozo González (* 14. Juli 1941 in Ibarra) ist ein ehemaliger ecuadorianischer Radrennfahrer.

## Sportliche Laufbahn
Er war Teilnehmer der Olympischen Sommerspiele 1968 in Mexiko-Stadt. Im olympischen Straßenrennen schied er aus. Im Mannschaftszeitfahren kam er mit seinen Mannschaftskollegen Arnulfo Pozo, Noé Medina und Víctor Morales auf den 22. Rang.
1966 siegte er in der ersten Austragung der Vuelta al Ecuador. Er gewann eine Etappe der Rundfahrt.

## Familiäres
Seine Brüder Jaime Pozo und Arnulfo Pozo waren ebenfalls als Radrennfahrer aktiv.